# Micra trixina
Micra trixina là một loài ruồi trong họ Tachinidae.